# Fonderie Valsuani
 (juin 2025).
La Fonderie Valsuani, ensuite rebaptisée Airaindor Valsuani ou Fonderie de Chevreuse, est une ancienne fonderie de bronze d'art française, fondée en 1908 et établie à Paris au 74, rue des Plantes (14e arrondissement) jusqu'en 1982, année de son déménagement à Chevreuse. Elle ferme en 2016. 

## Histoire
L'Histoire de la Fonderie Valsuani commence par l'arrivée de Claude Francisco Ange Rocco Valsuani, émigré italien, en France. Son savoir-faire exceptionnel en fonte à la cire perdue et à la technique de la patine à chaud a immédiatement séduit l'un des plus importants fondeurs d'alors, Adrien-Aurélien Hébrard dont il intégra l'atelier en 1902.
Claude Francisco Ange Rocco Valsuani entreprit d’ouvrir sa propre fonderie à Paris en 1908 au 74 de la rue des Plantes. Son esprit novateur et ses amitiés du monde de l’art, à savoir le sculpteur Rembrandt Bugatti, ont permis au jeune fondeur de se forger rapidement une solide réputation d'artisan de qualité pour les sculpteurs contemporains d’alors.
Ses apports techniques tels que la potée à la bouse de vache ou la patine à chaud contribuent à sa notoriété en tant fondeur de bronze de grande qualité. Ami de l’art, « troisième main du sculpteur », Claude Valsuani ne va pas se doter d’une démarche commerciale offensive d’éditions comme nombre des grandes fonderies de l'époque. Il va entre autres choses être le premier à pratiquer la numérotation des pièces en indiquant le justificatif de tirage total, généralement sur dix.
Après la mort de son fondateur en 1923, son fils, Marcel Charles Valsuani, lui succède en 1924. Proche des idéaux de son père, Marcel Charles Valsuani continue d’utiliser le même cachet et participe grandement à la pérennité de la marque « C. Valsuani Cire Perdue ». 
La récente renommée de François Pompon lui confère une aura internationale et des commandes importantes. Le sculpteur fait produire la majorité de ses bronzes animaliers dans les ateliers Valsuani dont le cachet restera lié à son œuvre.    
Marcel Charles Valsuani étant mobilisé en 1939, la production de la Fonderie s'interrompe brusquement durant la Seconde Guerre mondiale. À la réouverture, de nombreuses fontes sont réalisées pour des artistes contemporains importants tels que Germaine Richier, Maillol ou César. 
En 1973, le contremaître historique de la fonderie, Antoine Tamburro, est le premier gérant de l’atelier Valsuani ne portant pas le patronyme. La société est vendue en 1976 et gérée par Jacques Sokolowsky qui a toujours été proche du milieu de l’édition d’art.
Après un dépôt de bilan en 1980, l’artiste sculpteur Leonardo Benatov, dit Benatov, fils du peintre russo-arménien Leonardo Bounatian Benatov, rachète le cachet et le fond Valsuani et crée la société Airaindor Valsuani. Fort de ses expériences passées, il dessine et bâtit une fonderie aux dimensions hors normes dans la commune de Chevreuse. Quittant les ateliers de la rue des Plantes, l'entreprise investit les nouveaux locaux en 1982. Entouré par l'ancienne équipe d'artisans, le nouveau directeur contribue grandement à la préservation des techniques d’enrobage et de patine au chalumeau propres au cachet C. Valsuani.
Inspiré par les maîtres fondeurs italiens, Leonardo Benatov n’a eu de cesse de développer sa technique de fonte de sculpture monumentale en un seul jet. Il pense et adapte l’infrastructure de sa fonderie pour lui permettre dans un premier temps de réaliser ses propres œuvres. La réputation de la qualité et le grandiose de ses fontes lui permettra de travailler sur d’importants projets comme le Colosse nu debout de Rembrandt Bugatti (au parc du Musée olympique de Lausanne), le jardin de sculptures de la ville de Gravelines ou encore la statue en bronze de Napoléon III pour la salle des pas perdus du Tribunal de Commerce de Paris, inaugurée le 4 décembre 2007. 
Pendant près de trente-cinq années, les ateliers évolueront au gré du développement de la fonderie : l’équipe compte jusqu’à trente salariés, un pôle d'agrandissement des sculptures par l’usage de l’imprimante 3D est créé dès les années 1990.
Le monde des fonderies d’art étant confidentiel, ce n’est qu’en janvier 2012 que la fonderie reçoit le label «Entreprise du Patrimoine vivant» des mains de Frédéric Lefebvre et de Valérie Pécresse. Deux ans plus tard, Benatov est décoré Chevalier des Arts et des Lettres pour l’ensemble de sa carrière dans le milieu de la culture par Édith Cresson.
Le 25 janvier 2016, le tribunal d’Ajaccio déclare la liquidation judiciaire des Fonderies de Chevreuse. Sur ordonnance du 4 octobre 2016, une vente aux enchères a lieu le 13 octobre 2019 à Chevreuse.   

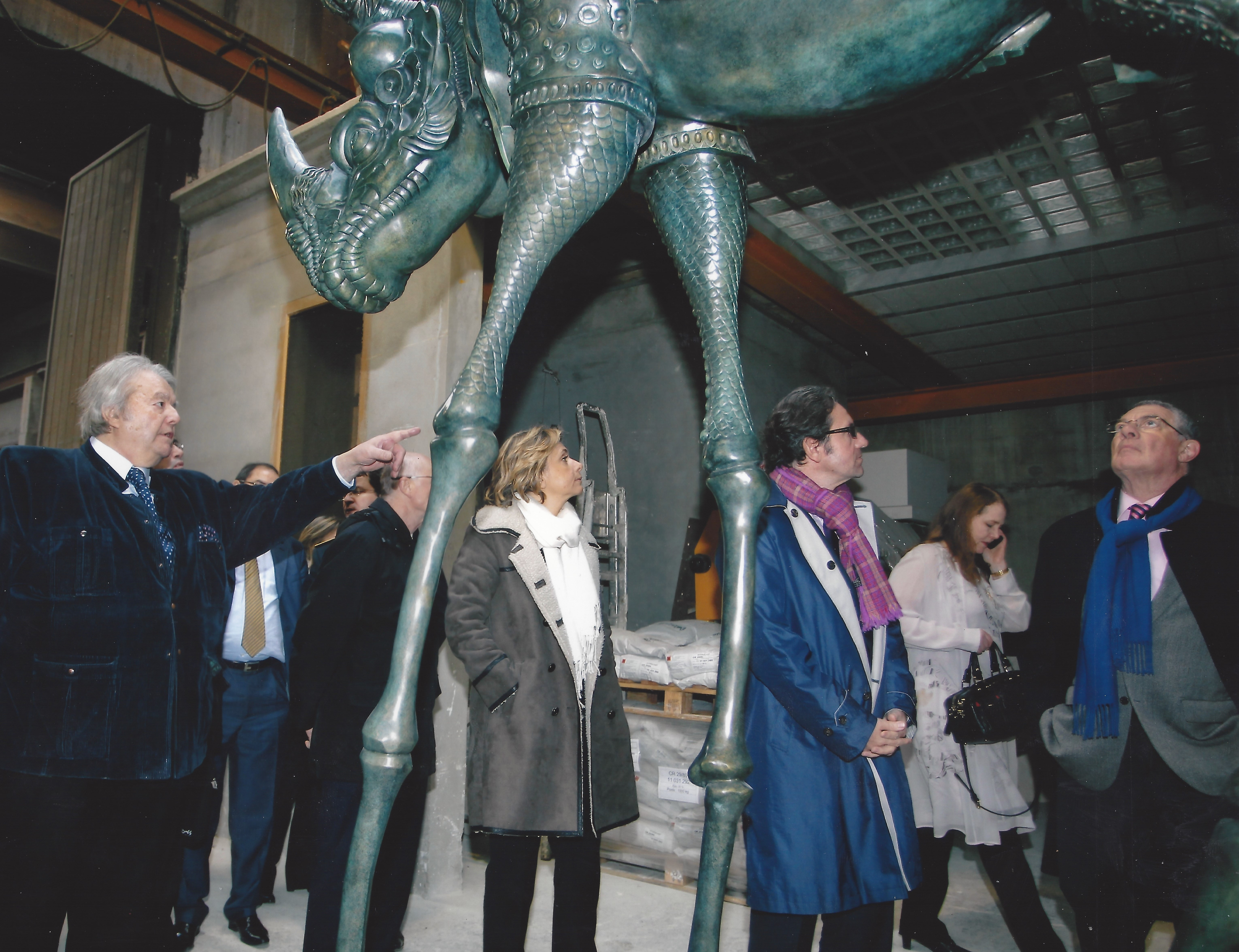
Leonardo Benatov faisant la visite de la fonderie aux ministres Valérie Pécresse et Frédéric Lefebvre, 2012

## Originalité des pratiques

### L’enrobage
La technique de la fonte à la cire perdue suppose la retranscription d’un modèle en cire, en bronze. L’étape intermédiaire consiste à réaliser une empreinte intérieure et extérieure de la sculpture en cire qui se voit emprisonnée dans une matière réfractaire, c’est l’enrobage. 
La technique du noyau à l’italienne et la potée à la bouse de vache que Claude Francisco Ange Rocco Valsuani va apporter en France permet un rendu de la sculpture d’une grande finesse. Il va créer un réfractaire naturel à base de couches successives d’un mélange de bouses de vache, de crottin de cheval, de glaise et de sable.  
Dans ses recherches, Claude Francisco Ange Rocco Valsuani  désirait aboutir à un rendu au plus proche du modèle original de l’artiste. Par ailleurs le réfractaire était poreux et favorisait l’évacuation des gaz lors de la coulée du bronze réduisant ainsi les risques d’implosion de la matrice du modèle et favorisant l’écoulement du métal en fusion dans l’ensemble des motifs de la sculpture. 
Si qualitativement cette technique était la plus avancée, elle était également la plus longue à réaliser. C’est pourquoi Claude Francisco Ange Rocco  Valsuani, propriétaire de sa propre fonderie était plus libre  les choix technique et a été probablement le seul fondeur français à l’utiliser. 
Au cours du XXe siècle la bouse de vache a été abandonnée au profit du plâtre, moins onéreux et dont la prise est plus rapide. Dans ses recherches de fontes monumentales, Leonardo Benatov a fait face à la contrainte de la forte pression qu’exerce le bronze sur le réfractaire lors de la coulée. Il a développé une technique d’enrobage lui permettant de verser sans risque de perte du modèle plus d’une tonne de bronze. Cette technique lui permettait de minimiser l’intervention sur le bronze brute en limitant le nombre d’éléments à assembler par soudures.

### La patine à chaud
Le développement des techniques de patines du bronze à travers les siècles est un témoin de l’évolution scientifique et des avancées technologique de l’humain. Peintes ou émaillées, incrustées de pierres fines ou encore doré, le bronze a été paré de nombreuses façons en fonction des régions et coutumes. 
A la renaissance on comprend mieux la matière et la «chaire» du bronze devient le support avec la naissance du travail d’oxydation simple du métal. Au XIXe siècle, l’âge d’or de la fonte au sable, les patines restes encore simplistes et se déclinent principalement en un vert bleuté et en brun.

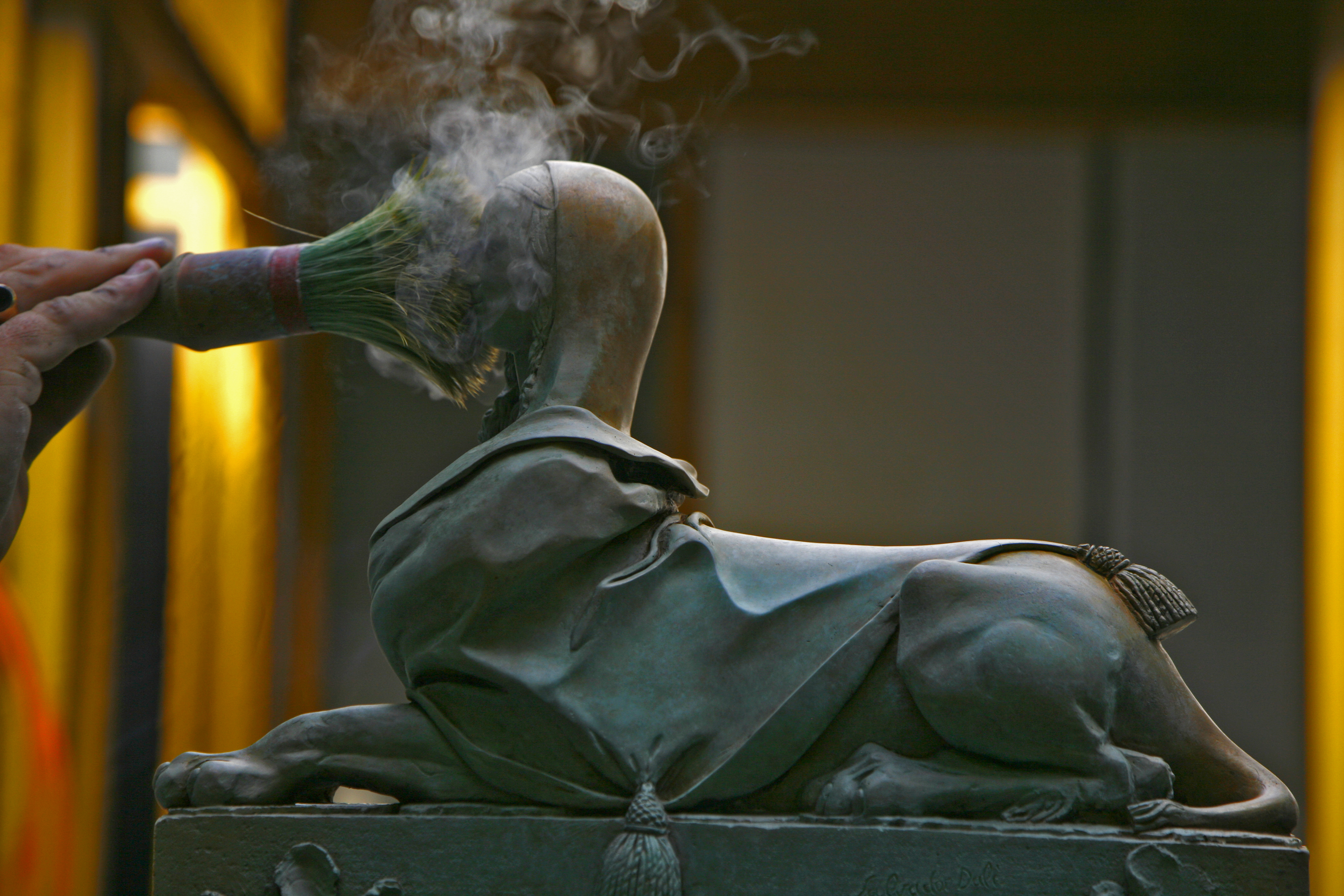
Patine à chaud, au chalumeau, d'une sculpture en bronze.

L’apparition du chalumeau dans les fonderies d’art marque un tournant dans la technique de patine à chaud. Elle offre la possibilité d’incruster dans les pores du bronze divers oxyde. Le patineur dispose désormais de la liberté et du contrôle sur le nombre de couches, l’ordre d’application des oxydes et la concentration des produits utilisés.
Lorsque Claude Francisco Ange Rocco Valsuani entreprit ses travaux sur la patine du bronze, il apporta une gamme de coloris très riche valorisant l’œuvre sans détériorer la matière. Son «Noir Valsuani» est l’une de ses plus grandes réussites car il permet l’homogénéité de la patine tout en offrant un grand nombre de nuances, reliquat des couches successives appliquées lors du processus. En son temps, les autres fondeurs ne pouvaient égaliser la qualité de la technique de patine à chaud de Claude Francisco Ange Rocco Valsuani car le conditionnement du bronze laissait des dépôts charbonneux dans la matière. La patine étant la signature esthétique du fondeur, chaque atelier conserve jalousement son secret de réalisation.

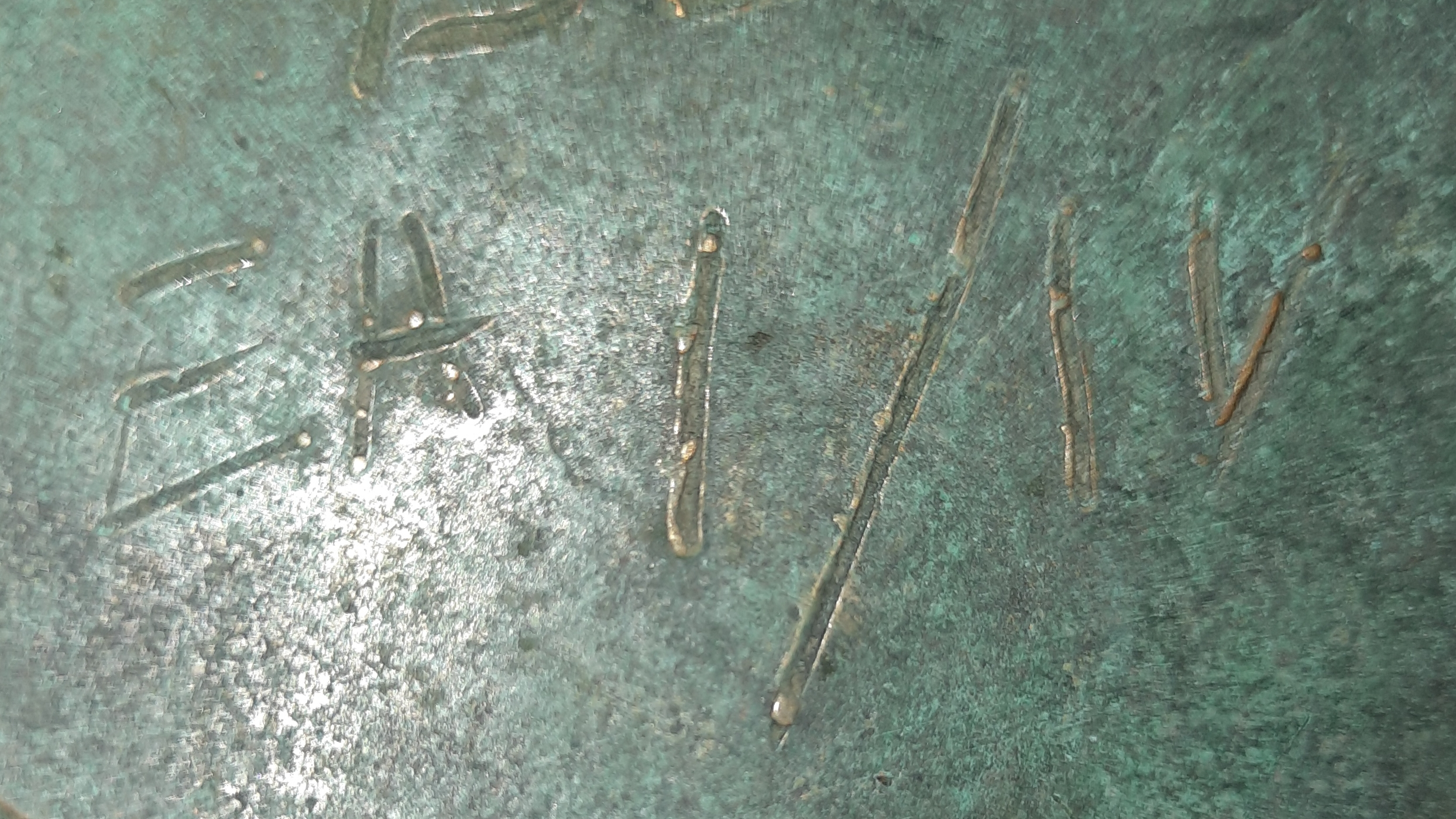
Justificatif de tirage d'un bronze pour une Epreuve d'Artiste, "EA I/IV"

### Principes du justificatif de tirage sur les bronzes
La numérotation des bronzes est intervenue tardivement dans l’histoire de la sculpture, au début du XXe siècle. Cette pratique aujourd’hui obligatoire en Europe n’a pourtant pas fait l’unanimité à ses débuts. Les grands fondeurs du XIXe et début XXe siècle, Barbedienne, Susse Frère ou encore Hebrard étaient également éditeurs. La numérotation était perçue comme une contrainte commerciale qui limitait la valeur unitaire des tirages. Claude Francisco Ange Rocco Valsuani était exécuteur et non commanditaire, sa vision déviait du système et il apportait un soin particulier à la qualité de ses bronzes. N’étant pas marchand, la numérotation ne représentait pas pour lui une limitation, au contraire, elle apportait une valeur et une originalité à chacune de ses fontes. Claude Francisco Ange Rocco Valsuani a donc opté pour une numérotation enrichie d’un nombre fixe de tirage, généralement l’édition était limitée à 10 exemplaires plus deux exemplaires numérotés 0.
La législation en vigueur apporte des précisions sur la limitation du nombre de tirages pour un même modèle, pour qu’un bronze soit considéré comme original il doit être limité à douze exemplaires, huit en chiffre arabe et quatre éditions d’artistes en chiffres romain.

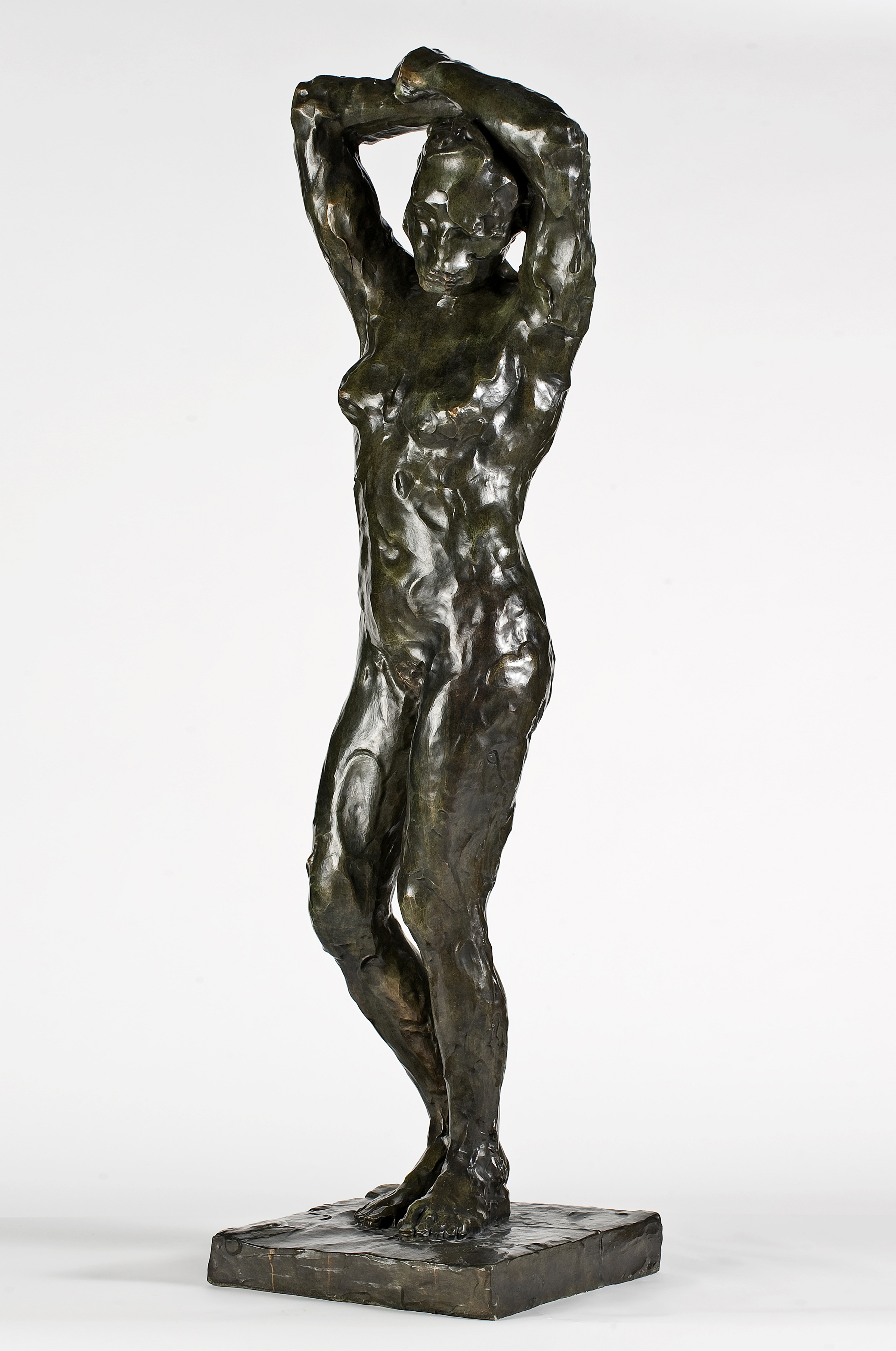
Femme aux bras levés de Benatov, modèle de 50 centimètres

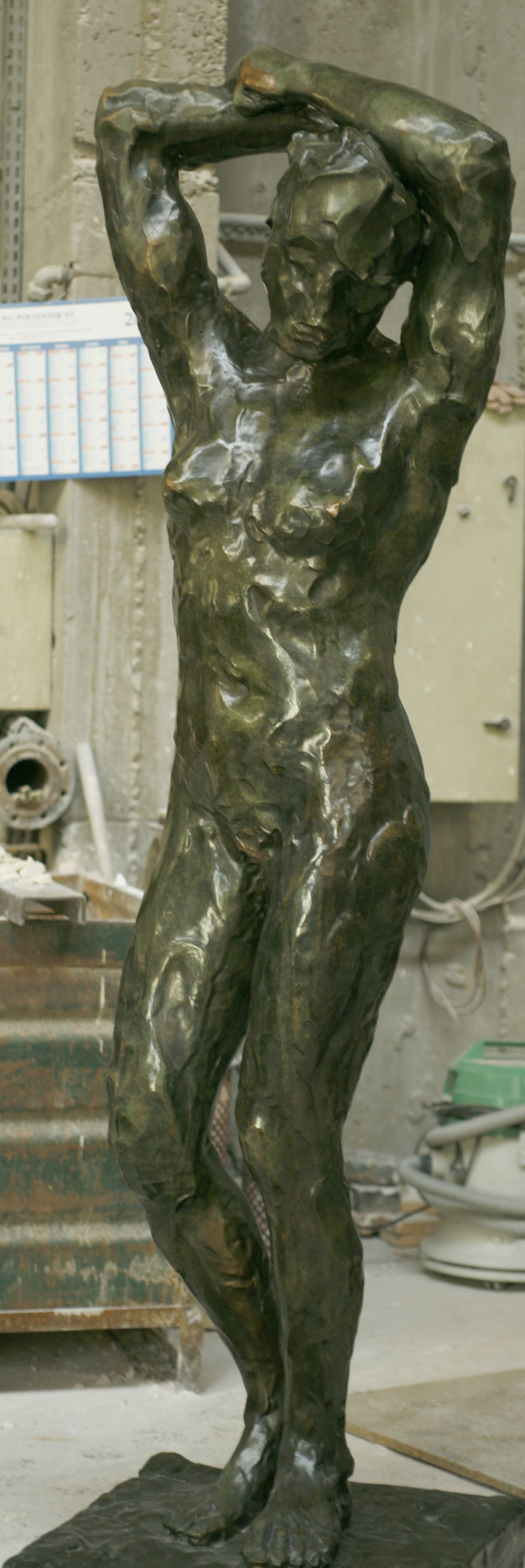
Femme aux bras levés de Benatov, modèle de deux mètres

### Agrandissement et impressions 3D
Les sculpteurs du XIXe siècle, bien que renommés, n’avaient pas toujours beaucoup de moyens pour vivre. C’est pourquoi il était courant qu’une sculpture issue d’une commande publique soit déclinée en plusieurs autres modèles. 
A l’époque les agrandissements ou réductions étaient réalisés grâce à un outil permettant de retranscrire précisément les détails d’un modèle sur un nouveau support dont la dimension était différente, le pantographe des sculpteurs aussi appelé machine à mettre au point.
Leonardo Benatov s’est intéressé très vite, en 1982, aux impressions 3D dans l’idée de transposer en taille monumentales ses propres sculptures. 
Il a réalisé sur commandes de nombreux agrandissement et copies d’œuvres originales le plus fidèlement possible afin de proposer des reproductions de sculptures iconiques lorsque les originales n’étaient pas accessibles au plus grand nombre.

## Expositions et évènements
Inauguration du buste de Napoléon 1er (2002, Ajaccio)
L’aéroport d’Ajaccio, rebaptisé Aéroport Napoléon Bonaparte, a accueilli dans le cadre de la première Biennale Impériale le buste de l’empereur créé par Leonardo Benatov et fondu dans ses ateliers à la Fonderie Airaindor Valsuani L’inauguration a eu lieu le 28 mai 2002.    
Rodin in Taichung (2007)

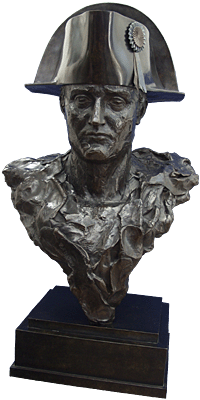
Le buste de Napoléon Bonaparte de Leonardo Benatov installé à l'aéroport d'Ajaccio.

Exposition de Bronzes monumentaux d'après Rodin en Chine de septembre à décembre 2007. 
Inauguration du buste de Napoléon III (2007, Paris)
C’est dans le cadre du Bicentenaire du Code de Commerce que le sculpteur et fondeur Leonardo Benatov s’est vu commandé la création et la production en bronze d’un buste de Napoléon III par le Tribunal de Commerce de Paris. 
Il fut inauguré le 4 décembre 2007 lors d’une cérémonie présidée par Perette Rey, Présidente de Chambre au Tribunal de Commerce de Paris, en présence du Prince Charles Napoléon, Jean-Claude Magendie, premier Président de la Cour d’Appel.    

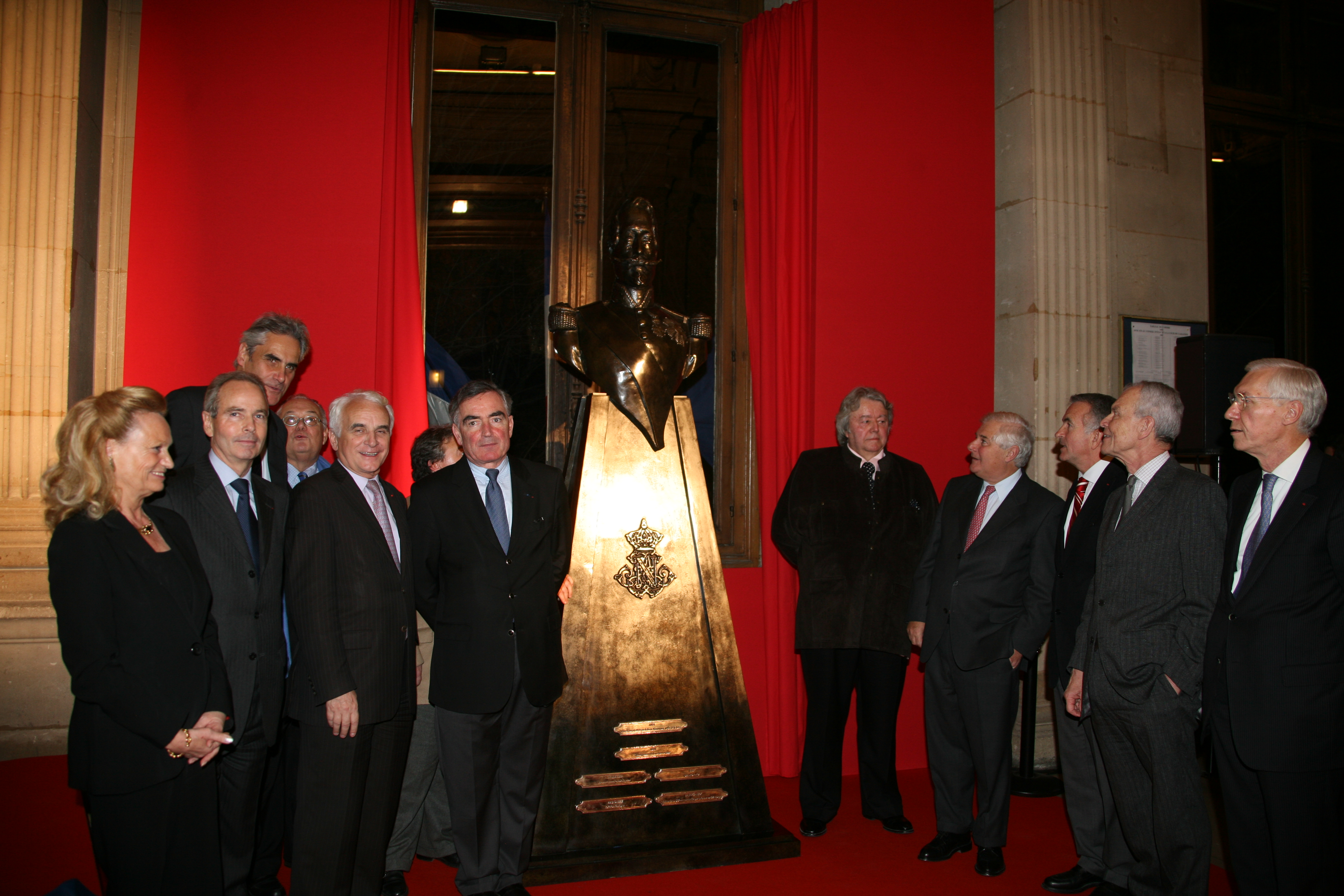
Inauguration du Buste de Napoléon III au Tribunal de Commerce de Paris.

Exposition à « Sculptures Monumentales des Maîtres du XXe siècle » (2010)
Exposition organisée au Musée Georges Braque à Saint-Dié-des-Vosges du 14 juillet au 10 octobre 2010.    
Exposition à Kiev (2009)
En partenariat avec la ville de Kiev, la fonderie a expédiée en 2009 de nombreux bronzes monumentaux pour une exposition qui connu un grand succès auprès des Ukrainiens qui se pressaient pour admirer la galerie exceptionnelle de chefs-d'œuvre de la sculpture moderne et contemporaine.
Visite ministérielle et labellisation (2012)
Le 6 janvier 2012, Benatov reçoit le label « Entreprise du patrimoine vivant » des mains de Frédéric Lefebvre, secrétaire d'État chargé du Commerce, de l'Artisanat, des Petites et Moyennes Entreprises, du Tourisme, des Services, des Professions libérales et de la Consommation, et de Valérie Pécresse, alors porte-parole du gouvernement français.
Lors de la visite, Leonardo Benatov a expliqué l’aspect unique et original des fontes qu’il réalise dans sa fonderie.    
Ordre des Chevalier des Arts et des Lettres (2014)
En avril 2014, Benatov reçoit des mains de la première femme Premier Ministre, Edith Cresson, l’insigne de Chevalier des Arts et des Lettres pour l’ensemble de sa carrière et son apport au monde de l'art et de la culture.

## Artistes édités
- César Baldaccini
- Paul Belmondo
- Antoine Bourdelle
- Constantin Brâncuși
- Georges Braque
- Rembrandt Bugatti
- Mikhaïl Chemiakine
- Camille Claudel[2]
- Antoni Clavé
- Salvador Dalí
- Jules Dalou
- Xavier Degans
- Edgar Degas
- Max Ernst
- Jean Fréour
- Paul Gauguin
- Alberto Giacometti
- Roger Godchaux
- Dora Gordine
- Michel Guino
- Richard Guino
- Cecil Howard
- Clarisse Lévy-Kinsbourg
- Jacques Lipchitz
- Henri Matisse
- Aristide Maillol
- George Minne
- Amedeo Modigliani
- Henry Moore
- Aimé Morot
- Louis-Henri Nicot
- Lucile Passavant
- Paul Paulin
- Pablo Picasso
- François Pompon
- Anthony Quinn
- Auguste Renoir
- Auguste Rodin
- Jean Vérame
- Gabriel Forestier

## Collections publiques
Lieux conservant des œuvres fondues par Airaindor Valsuani: 
- Philadelphie, Rodin Museum
- Saint-Pétersbourg, forteresse Pierre-et-Paul[3]
- Balerna, Stratton Foundation
- St. Petersburg (Floride), Salvador Dali Museum
- Paris, siège de l'Unesco
- Belfort, Musées de Belfort